# Хрест Дона Педро I
Імперський орден Дона Педро I (порт. Imperial Ordem de Pedro Primeiro or Imperial Ordem de Pedro Primeiro, Fundador do Império do Brasil) — бразильський орден, започаткований імператором Педро I 16 квітня 1826 року.
22 березня 1890 року орден було скасовано тимчасовим урядом Сполучених Штатів Бразилії.